# Kabinakagami Lake
Kabinakagami Lake är en sjö i Kanada.   Den ligger i distriktet Algoma och provinsen Ontario, i den sydöstra delen av landet, 700 km nordväst om huvudstaden Ottawa. Kabinakagami Lake ligger 315 meter över havet. Arean är 131 kvadratkilometer. Den sträcker sig 24,5 kilometer i nord-sydlig riktning, och 18,5 kilometer i öst-västlig riktning.
I omgivningarna runt Kabinakagami Lake växer i huvudsak blandskog. Trakten runt Kabinakagami Lake är nära nog obefolkad, med mindre än två invånare per kvadratkilometer.